# 極惡非道
是一部2010年的日本黑幫電影，導演為北野武，並由他主演。本片入围第63屆坎城影展正式競賽單元。於2010年6月12日日本上映。本片的續集分別是《全員惡人完結》（2012年）和《全員惡人最終章》（2017年）。

## 概要
此片為北野武第15部電影作品，繼《盲劍俠》及《雙面北野武》後五年，再度涉及暴力題材。由於片中出現大量激烈的暴力及拷問場面，而被映倫評定R15+限制級級別；在香港上映時更被評為三級上映。
在日本公映時，有155銀幕上映，2010年6月12至13日兩天收得1億4,530萬9,000日圓的票房，以10萬6,138人的入場人次取得新上映電影排行第4位（根據各大日本傳媒調查）。更登上了Pia.co.jp初日滿足度排行第4位。
在2010年9月6日，本作品的續集《極惡非道2》製作發表，為北野武第一套續集作品。原本預計於2011年秋季上映，但因東日本大震災的影響，延至而2012年秋季上映。於2012年4月2日開機拍攝，預計於同年10月6日上映。

## 剧情
嚣张自大的黑道团体山王会想要吞并碍眼的小黑帮，原本是一场恐龙与蚂蚁的对决却最终演变成震动整个黑道的巨型斗殴。

## 演員
- 北村總一朗 飾 關內——「山王會」會長。表裡不一的陰謀家。
- 三浦友和 飾 加藤——山王會「若頭」(第二把交椅)。在關內陰影下戰戰兢兢。
- 國村隼 飾 池元——「山王會」直系「池元組」組長，見利忘義的老江湖。一直想得到「村瀨組」的地盤。
- 杉本哲太 飾 小沢——在池元組擔任近20年「若頭」，苦無機會上位，與大友有秘密協議。
- 北野武 飾 大友——指定廣域暴力團「山王會」3次組織「大友組」組長，上部組織為「池元組」。大友是「山王會」系之中少數愚忠及任俠精神的「武鬥派」黑幫。
- 椎名桔平 飾 水野——大友組「若頭」，對大友忠心耿耿。
- 加瀨亮 飾 石原——大友組「幹部」，屬經濟型流氓，組內唯一精通英語的幹部。
- 石橋蓮司 飾 村瀨——獨立小幫派「村瀨組」組長，和池元是結拜兄弟，經營地下毒品買賣。一直希望得到池元推薦加入為「山王會」直系。
- 塚本高史 飾 飯塚——村瀨組組員，是大友組和村瀨組抗爭的導火線。
- 小日向文世 飾 片岡警長——組織犯罪對策課警長，黑警一名，遊走黑白兩道。

## 獎項
- 第20回東京體育電影大獎（日语：東京スポーツ映画大賞）

最佳作品
最佳導演：北野武
最佳男配角：椎名桔平、石橋蓮司
新人獎：北村總一朗

## 评价
爛番茄新鮮度80%（37人支持，9人反對），平均分數6.8分（滿分10分），觀眾評分64%，平均分數3.5分（滿分5分）。Metacritic根據19位評論家的評分獲得67分（滿分100分），普遍讚譽居多。

## 网络迷因
2018年9月，由于抖音上穿着带有“全员恶人”字样衣服的相关视频的流行，以及一个将“全员恶人”字样的衣服误认为“全面小康”的朋友圈截图和由此引发的创作，导致了在中国大陆网民中该类创作的流行。

## 外部連結
- 官方網站 （日語）
- 互联网电影数据库（IMDb）上《Outrage》的资料（英文）